# فریسلاند
فریسلند (به هلندی: Friesland) یکی از ۱۲ استان هلند است. این استان در شمال غربی این کشور قرار دارد. نام این استان به زبان فریسی Fryslân تلفظ می‌شود.
لیوواردن مرکز این استان است. ساکنان فریسلاند فریسی و هلندی هستند. در فریسلند در کنار هلندی زبان فریسی نیز به عنوان زبان رسمی شناخته شده‌است. سرزمین فریسلند در سده‌های میانه بسیار بزرگ‌تر بوده واقع در شمال هلند و شمال آلمان کنونی.

## تور یازده‌شهر
تور یازده‌شهر (به هلندی: Elfstedentocht) (به فریسی: Âlvestêdetocht) توری از مسابقه سنتی اسکیت روی یخ رودخانه‌ها و نهرها است که از قدیم در فریسلاند انجام می‌شده‌است. این مسابقهٔ استقامتی، در سال‌هایی برگزار می‌شود که ضخامت یخ نهرهای فریسلاند به اندازه کافی باشد. تور یازده‌شهر که آغاز آن از سال ۱۹۰۹ بوده تا ۱۹۹۷ پانزده بار انجام شده است. طول این تور حدود ۲۰۰ کیلومتر است و از تمامی یازده شهر قدیمی فریسلاند می‌گذرد.
نقشه مسیر تور یازده‌شهر: